# جمی برگمن
جمی برگمن (به انگلیسی: Jaime Bergman) (زاده ۲۳ سپتامبر ۱۹۷۵) بازیگر آمریکایی است.
از فیلم‌های معروف او می‌توان به بازی در سریال آنجل اشاره کرد.